# Сянъян (Цзямусы)
Сянъя́н (кит. упр. 向阳, пиньинь Xiàngyáng, буквально: «К Солнцу») — район городского подчинения городского округа Цзямусы провинции Хэйлунцзян (КНР). Исторический центр Цзямусы.

## История
Именно в этих местах располагался изначальный посёлок Цзямусы. Когда в 1937 году он получил статус города, то здесь был образован Центральный район (中央区). Когда в городе утвердились коммунисты, то вместо названий районам дали номера, и в 1947 году здесь был образован Второй район (第二区). В 1956 году деление города на районы было ликвидировано.
В 1958 году в этих местах был образован район Чанъань (长安区). В 1968 году район Чанъань был переименован в Сянъян.

## Административное деление
Район Сянъян делится на 7 уличных комитетов (в городе Цзямусы).
| № | Название  | Название (кит.)  | Статус          | Население чел. (2010) | На карте                         |
| - | --------- | ---------------- | --------------- | --------------------- | -------------------------------- |
| 1 | Чаньгань  | 长安街道办事处   | уличный комитет | 59144                 | 46°48′27″ с. ш. 130°20′47″ в. д. |
| 2 | Цзяньшэ   | 建设街道办事处   | уличный комитет | 52992                 | 46°48′27″ с. ш. 130°20′47″ в. д. |
| 3 | Синаньган | 西南岗街道办事处 | уличный комитет | 45443                 | 46°48′27″ с. ш. 130°20′47″ в. д. |
| 4 | Силинь    | 西林街道办事处   | уличный комитет | 25049                 | 46°48′27″ с. ш. 130°20′47″ в. д. |
| 5 | Цяонань   | 桥南街道办事处   | уличный комитет | 24137                 | 46°48′27″ с. ш. 130°20′47″ в. д. |
| 6 | Чжисядиюй | 直辖地域         | уличный комитет | 15427                 | 46°48′27″ с. ш. 130°20′47″ в. д. |
| 7 | Баовэй    | 保卫街道办事处   | уличный комитет | 11663                 | 46°48′27″ с. ш. 130°20′47″ в. д. |

## Соседние административные единицы
Район Сянъян на северо-востоке граничит с районом Цяньцзинь, на севере — с районом Дунфэн, на западе — с районом Цзяо, на юге — с уездом Хуанань.